# Vostok 3
Vostok 3 était une mission du programme spatial soviétique en août 1962.
Vostok 3 et Vostok 4 ont été lancés à un jour d'intervalle, avec pour objectif le vol simultané de plusieurs vaisseaux habités sur une orbite proche, donnant l'occasion aux contrôleurs soviétiques d'apprendre à gérer un tel scénario.
Vostok 3 était occupé par Andrian Nikolaïev, qui a rapporté avoir vu la capsule Vostok 4 après qu'elle fut entrée en orbite près de lui. Les cosmonautes à bord des deux capsules ont également communiqué par radio entre eux, la première communication entre vaisseaux dans l'espace.
Une première pour Vostok 3 a été la prise d'images en couleurs de la Terre depuis l'orbite par Nikolaîev.

## Équipage
- Andrian Nikolaïev

Remplaçant
- Valeri Bykovski

## Paramètres de la mission
- Masse : 4 722 kg
- Périgée : 166 km
- Apogée : 218 km
- Inclination : 65°
- Période : 88,3 minutes
- Identifiant : Сокол (Sokol - "Faucon")